# 美索不達米亞託管地
美索不達米亞託管地（英語：British Mandate of Mesopotamia；阿拉伯语：‎）是國際聯盟委託英國統治的一塊託管地，範圍相當於今日的伊拉克。
圣雷莫会议后，国际联盟决定该地由英国托管，该托管地是英国在鄂圖曼帝國解體之后将巴士拉州、巴格达州和摩苏尔州合并组建的。1920年8月23日，美索不達米亞地區正式成為英國的託管地，國王是費薩爾一世。
根据1930年6月的《英国-伊拉克条约》，美索不達米亞託管地于1932年10月3日独立為伊拉克王国，并加入国际联盟。该条约有效期25年，在伊拉克与英国之间建立了紧密的联盟。两国之间在外交政策上的充分合作以及在发生战争时的互助。该条约亦授予联合王国使用两个空军基地的权利，并授权其部队过境伊拉克的權利。

## 外部連結
- Yale Law School, Avalon Project, archive copy of the Palestine Mandate Archive.today的存檔，存档日期2019-04-25